# Irina Matvejew
Irina Matvejew, född 22 juli 1917 i Petrograd, död 1998, var en finländsk journalist.
Matvejew, som var dotter till fänrik D.P. Matvejew och Katharina Svertschkoff, blev student 1942 och filosofie kandidat 1955. Hon var kontorist vid ömsesidiga försäkringsbolaget Svensk-Finland 1938–1943, redaktör vid Hufvudstadsbladet 1949–1956 och anställd vid Alkos publikationsbyrå från 1956. Hon var lokalredaktör i Västra Nyland i olika repriser 1942–1948, redaktionssekreterare och tillförordnad huvudredaktör vid Husmodern 1947–1949 och valinstruktör i västra Nyland för Svenska folkpartiet 1945. Hon var ordförande i Nylands nations folkbildningsutskott 1947–1948, sekreterare i Nordisk samverkan för bygd och natur från 1956, medlem av styrelsen för Svenska folkskolans vänner från 1955, styrelsen för Svenska folkpartiets Helsingforsavdelning från 1960, förstärkta centralstyrelsen från 1964, suppleant i Svenska Finlands folktings fullmäktige från 1964, i Helsingfors stadsfullmäktige från 1961 och styrelsemedlem i Europeiska kvinnounionens Finlandssektion från 1965. 
Matvejew författade Fiskars Sångarbröder 1925–1945 (1945), Fiskars, vår hembygd (1949) och Hembygdsvård (1957) samt var medarbetare i dagspress och tidskrifter i Finland, Sverige och Norge.